# Eurysternacris brevipes
Eurysternacris brevipes är en insektsart som beskrevs av Lucien Chopard 1947. Eurysternacris brevipes ingår i släktet Eurysternacris och familjen gräshoppor. Inga underarter finns listade i Catalogue of Life.